# Jacqueline Assaël
Jacqueline Assaël (7 de agosto de 1957, Marsella) es una helenista francesa, profesora de griego antiguo y literatura griega en la Universidad de Niza Sophia Antipolis desde 2004,  ensayista y poeta.
Es especialista en la obra del poeta trágico griego Eurípides y ha publicado también obras de reflexión sobre el fenómeno de la inspiración poética en la antigüedad. Como filóloga, ha emprendido trabajos de exégesis neo-testamentaria. 

## Biografía
Jacqueline Assaël cursó estudios de letras clásicas en la Universidad de Provenza, donde obtuvo un doctorado de Estado en 1987. Laureada en el concurso de agregación en 1980, enseñó a partir de esta fecha en liceos, en Marsella y en Liévin. En 1983 fue nombrada asistente de griego en la Universidad de Perpiñán, después maître de conférences en 1990 en la Universidad de Niza Sophia Antipolis, donde fue promovida a profesora en 2004.
Comenzó a publicar poesía y ensayos a partir de 1999, en revistas (Souffles, Encres vives, ARPA, Autre Sud, La main millénaire, Recours au poème, Nunc, Les Cahiers du Sens) y en diversas editoriales (La Porte, Clapàs, Corlevour, etc). Patrick Cabanel remarca que sus «títulos revelan que esta poesía mezcla como habría podido decir Barthes, al menos tres mediterráneas: griega, judeo-cristiana, y 'testaruda' en sentido amplio». Por su parte, Eze Baoulé habla del «silencio del verbo apenas murmurado» a propósito de su poemario Les orpailleurs de Dieu.
Es miembro del comité científico de la revista Loxias y responsable de la rúbrica literaria de la revista protestante Foi et Vie.

## Obras publicadas

### Trabajos universitarios
- Intellectualité y teatralidad en la œuvre de Eurípides, Publ. de la Fac. de Lettres de Nice, 1993.
- Jacqueline Assaël (ed.), L’antique notion d’inspiration, revista Noesis, 4, 2000, Niza.
- Euripide, philosophe et poète tragique, Peeters, Namur, 2001. Premio Zappas 2002.  (ISBN 978-9042910621)[6]
- Jacqueline Assaël (ed.), Labyrinthes et métamorphoses, Actes de la table ronde « Œdipe, Sisyphe, Ovide aujourd’hui », Nice, Faculté des Lettres, 31 de marzos de 2005, in Résurgence des mythes, N° especial 212 de la revista Soplos, Montpellier, diciembre de 2005.
- Pour une poétique de l’inspiration, d’Homère à Euripide, Peeters, Namur, 2006.
- El épître de Jacques, Labor y Fides, Ginebra, 2013 (en colaboración con Élian Cuvillier).
- «Au miroir de la Parole». Lecture de l’épître de Jacques, (Cahiers Évangile 167), París, Éditions du Cerf, 2014 (en colaboración con Élian Cuvillier).
- Euripide. Alceste, dans les Silves grecques 2015-2016, Neuilly, Éditions Atlande, 2015.
- Jacqueline Assaël (ed.), Euripide et l'imagination aérienne, 2015, París, L'Harmattan, coll. Thyrse, 6.
- Jacqueline Assaël (ed., en colaboración con Andreas Markantonatos), "Orphism and Greek Tragedy", Trends in Classics, Berlín, De Gruyter, 2016, 8/2.

### Poesía
- Del âpreté de los drailles, Colomiers, Encres vives, 2000.
- Voilier - Sirène, Encres vives, Colomiers, 2001.
- Place de l’Horloge et contrepoint, Encres Vives, Colomiers, 2001.
- Dionysiaques, Encres Vives, Colomiers, 2002.
- Circé des amours libertaires, Encres Vives, Colomiers, 2002.
- Le faune du vieil étang ermite, La Porte, Laon, 2002.
- Janus et la méduse, La licorne, Bourg-de-Thizy, 2004.
- Catalyse, Soufflles, Montpellier, 2008.
- Gospel pour un peintre, Clapàs, Millau, 2009.
- Les orpailleurs de Dieu, Clapàs, Millau, 2012.
- Dialogue des gentianes, L'Harmattan, París, 2015.

### Ensayos
- Petit traité de fol Espoir, Olivétan, Lyon, 2009.
- Le mémorial des limules. Essai sur la poésie de Frédéric Jacques Temple. Suivi d’un Dialogue entre Jacqueline Assaël et Frédéric Jacques Temple, Clichy, Corlevour, 2012.
- Connaître, « naître ensemble », Tu, mio. Les particularités de Tu, mio comme roman d’apprentissage, Étude sur Erri De Luca, Nunc 28 28, 2012.
- « Les paradoxes de Iossif Ventura, poète crétois », Recours au poème, 2013.
- « Et il dit ». Étude sur Erri De Luca, Recours au poème, 2013.
- Frédéric Jacques Temple : la poésie des sept points cardinaux », direction du dossier Frédéric Jacques Temple, Nunc 30, 2013.

### Emisión de televisión. Grabación DVD
- Le temps de le dire. Jacqueline Assaël, France Télévisions, France 2, Couleur 30 min. Format 16:9. Stereo. 13/03/11.

## Distinciones
- Premio Zappas (2002)[7]